# Dorfkirche Allendorf (Thüringen)

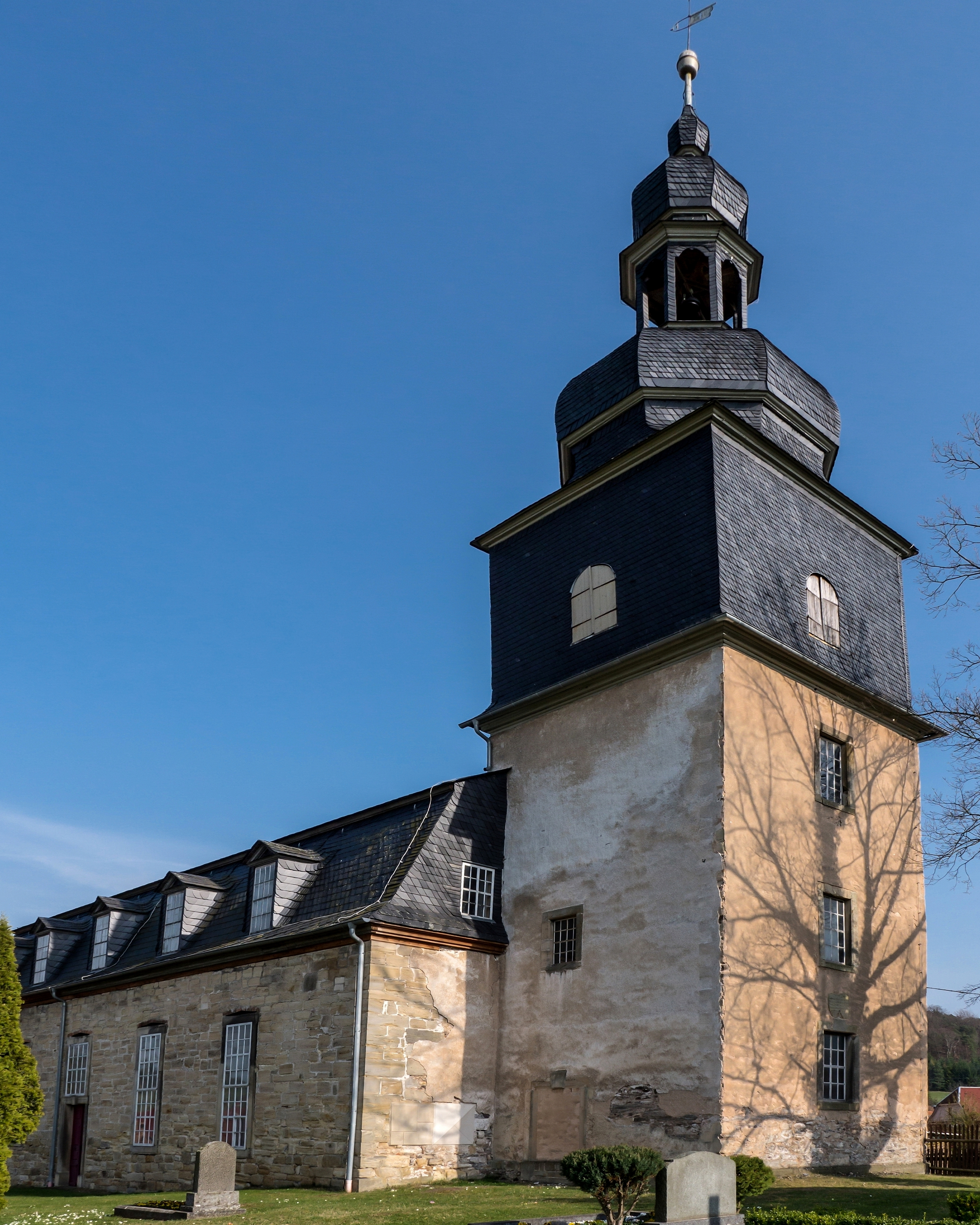
Ansicht der Dorfkirche Allendorf aus Nordwesten

Die evangelische Dorfkirche Allendorf (auch Heilig-Kreuz-Kirche) steht in der Gemeinde Allendorf im Landkreis Saalfeld-Rudolstadt in Thüringen.

## Geschichte
Im Jahre 1185 war ein Konrad von Allendorf Zeuge mehrerer Rechtsangelegenheiten der Grafen von Schwarzburg. Man nimmt an, dass Allendorf eine Urpfarrei bei der Einführung des christlichen Glaubens war, denn zur Pfarrei Allendorf gehörten die Orte Aschau, Bechstedt, Oberköditz, Unterköditz, Schwarzburg, die beiden Wüstungen Dissau (Wüstung), Tanndorf (Wüstung) sowie Sitzendorf, Quelitz, Oberhain, Unterhain, Mankenbach und Barigau.
Im Jahre 1230 wurde ein Pfarrer Konrad von Allendorf erwähnt, so dass davon ausgegangen werden kann, dass es schon ein Gotteshaus gab. 1430 bekam dann das Gotteshaus nachgewiesen einen Schnitzaltar aus einer Erfurter Werkstatt. Er befand sich lange im Thüringer Museum Eisenach und wird seit 2008 auf der Heidecksburg in Rudolstadt ausgestellt. 1489 erhielt die Kirche einen zweiten Altar aus einer Saalfelder Schule. 1606 wurde er schon restauriert.
Der Altar erinnert an den Schutzpatron der Bergleute für den Bergbau in Allendorf, denn seit dem 13. Jahrhundert wird Bergbau in Allendorf betrieben. 1866 gab es hier neun Gruben. Es wurde Eisen, Kupfer und Alabaster abgebaut. Dieser Marmor war sehr gefragt.
Der erste Kirchturm wurde 1520 errichtet und erwähnt. Danach bezog man sich 1576 auf einen Neubau, der heute noch steht. 1847–1821 ist die Kirche vergrößert worden. 1756 wurde der Turm durch Baumaßnahmen integriert und der noch heute bestehende Zustand erreicht.
Die Orgel mit 16 Registern, verteilt auf 2 Manuale und Pedal, wurde 1821 von Johann Friedrich Schulze gebaut.
Am 11. August 2010 feierte die Kirchgemeinde mit den Bürgern, Gläubigen und Gästen das Jubiläum „825 Jahre Kirche“ im Dorf.